# 科學教育
科學教育（英語：Science education）簡稱科教，其施行理念為傳授及分享科學內容，研究領域則為含括科學之教育範疇，教育針對的目標可以是兒童、學生或者社會上的成年人等個人或團體。狹義的科學教育是指有關數學、物理、化學、生物、地球科學等之教學，以及與這些教學有關的課程、教材、教法、教具、評量、師資培訓等研究工作與活動。廣義的科學教育包含學校科學教育與社會科學教育，是培養並提高全民科學素養的教育，使全民了解科學概念、訓練科學方法、培養科學態度，讓每個人都能夠適應現代生活的教育。科學教育範疇包括探討科學內容、社會科學部份的教育學；教授內容則通常包括生物學、化學、物理、地球科學及空間科學等科學領域。科學教育也是一個科際整合領域。

## 各國發展歷史

### 歐美
第一個被認為在英國公立學校擔任科學教師的人是威廉·夏普（William Sharp），他在1850年離開拉格比公學之前將「科學」納入了課程（之後便離開了）。據說夏普建立了一個教授科學的教育模組，並用於整個英國的公立學校中。
接下來，英國科學促進會（BAAS）於1867年發表了報告，開始推動「純科學」教學以及培養「科學思維習慣」。BAAS強調了將中等科學教育作為預專業訓練（pre-professional training），而通過這種方式，BAAS的成員可以為未來做好準備。進步主義教育運動則是一種透過科學進行智力訓練培養的意識形態。
由於缺乏合格的教師，科學的教學在初期的發展速度緩慢。關鍵的發展則是在1870年，第一所倫敦學校委員會成立，該委員會進行了學校課程的討論與規劃；另一個關鍵則是國家為了培養訓練有素的科學教師而開設了專門課程。托馬斯·亨利赫·胥黎是這兩件事情的重要關鍵人物。另外，約翰·丁達爾也在物理科學教育方面具有相當程度的影響力。
美國的科學教育在1890年代標準化之前一直是分散的主題。在公民科學與預專業訓練兩種意識形態的激烈辯論之下，美國的科學課程逐漸發展起來。1892年，在佛羅里達州，一個由30名重要中學與大學中教育工作者的會議中，國家教育協會任命了一個十人組成委員會，該委員會有權訂定美國中學教授的主要科目，並招開未來的委員會會議。當時這個十人委員會由哈佛大學的Charles Eliot擔任主席，成員則為十名皆為男性的教育工作者。十人委員會之後並召集了九個課程的委員會，包括拉丁文、希臘文、英語、其他現代語言、數學、歷史，公民治理、政治經濟學以及科學委員會。其中科學課程又設有三個不同的委員會，分別是：（1）物理學、天文學與化學委員會；（2）自然史委員會；（3）地理委員會。每個委員會同樣由十名來自大學、師範學校與中學的主要專家組成，分別在美國不同地點召開，三個科學委員會選在芝加哥地區舉行了為期三天的會議，並將最終結果提交回最上層的十人委員會。1894年，全國教育學會（NEA）公佈了這些委員會的工作成果。
根據十人委員會的說法，高中的目標是讓所有學生學好如何生活、並為他們的自身福祉與社會福祉做出貢獻。另一個目標是讓要讀大學的學生為成功的大學生活做好準備。該委員會也支持公民科學方法，並聚焦於智力訓練，同時於進入大學時參考學生在科學研究中的表現。

### 中華民國
1945年十一月，軍政部部長陳誠、次長兼兵工署署長俞大維經由曾昭掄（西南聯合大學化學系教授），邀約吳大猷（物理系教授）與華羅庚（數學系教授），商談建立國防科技之大計，以及籌設原子能研究所的可能性。很顯然地，當時政府期望透過科學的力量以增強國家的軍事能力，但吳大猷直陳｢我國科學毫無基礎，國防高級科技更非一蹴可及，我們只能由培育人才著手。｣，頗令陳誠失望。然而陳、俞二人還是採納了吳大猷的建議，向學教借聘以上三位教授，遴選並率領數理化資優青年數人出國研習，由軍政部支予兩年的費用，於次年七月乘船赴美研習考察，是為中華民國科學教育之濫觴。
1957年，在中央研究院第二次院士會議中，吳大猷對政府提出了發展學術、培植人才、訂定方針、開展全盤性計畫的建議，並以〈如何發展我國的科學〉一文，發表在《中央日報》上。該文首先略談科學的意義，他認為物理、化學、天文等通常稱之為科學者，只是｢科學的幾種特例，廣義的科學｢不僅是人類已獲得的知識，而是包括對知識的繼續深入探求，繼續的修正，繼續的擴張；包括對事物求知，求更深瞭解的態度和精神；包括進行求知求瞭解的方法……」。而吳大猷對於國家發展科學的建議，其內容如下：
我們以為科學對國計民生、國防等誠有直接關係，但我們不可以純粹應用的觀點做為發展我國科學的原則。因為使民富國強的，只是科學的應用部分，而應用科學，往往只是科學發展中一些枝節副產物。如從純應用或純現時觀點來定國家科學大致方針，自會忽略科學之權益，而作局部性、純技術的發展。……一個國家的科學著重點應是廣義的科學。廣義的科學包括應用的科學。以發展廣義的科學為原則，自然包括現實的觀點，但僅顧到現實的觀點以發展廣義的科學，則不能達到真正的目的。
他肯定科學對於國家的富強有正面的影響，但科學於國家中的發展不應該是以富國強兵為導向，而是以知識的探索為發展主軸。他還表示：｢最好是學府研究不受工業支配；學府給學生基本研究態度的訓練；政府和工業應尊重學府的自由，讓學府單獨做知識的追尋探討，不要迫學府參與做原子武器……｣，可以從中看出，雖然當時吳大猷希望科學的發展是以培訓人才、知識的探索為主軸，但國家仍舊期望透過科學加強軍備，尤其是原子武器方面。
吳大猷的觀點甚獲當時是中研院院長的胡適欣賞，他希望吳把他的想法具體地寫成建議書，吳大猷立即草擬了一份建議書提供給胡適。後來胡適籌組的國家長期發展科學委員會（長科會），具體地向政府建議以吳大猷為基礎的｢國家長期發展科學計畫綱領草案｣，該草案於1959年通過後使得中等科學教育計畫得以納入美援科學計畫中。

#### 科學教育目標
中華民國之國民教育，以培養德、智、體、羣、美五育均衡發展的健全國民為目的。在此教育目的之下，中華民國中小學科學教育，以培養並提高科學素養的國民為目標，即透過學校科學教育，使學生能夠運用科學概念、科學方法和科學態度來解決日常生活所遭遇的問題，期能適應現代生活。吳大猷先生（國家科學委員會）對國高中的科學教育目標的敘述：在國高中階段，科學教育的目標，係啟發學生求知興趣，引導其了解科學的基本觀念、知識及方法，訓練其養成研究的習慣及邏輯，審別的態度及能力。使繼續學習科學者有一良好的初步基礎，其不習科學者亦得一個現代國家公民所應有的基本知識，及對科學方意義的認識。至於科學教育的規劃需考量以下四點：一、國家的進程與遠程需要；二、文化的現代與傳統特性；三、科學的本質與特性成分；四、學生的生理與心理狀況。

#### 施行理念與實務
民國三十八年臺灣光復時，依照大陸使用的小學課程標準，在國小設｢自然」學科，內容包括自然現象、生活需要及衛生常識三部分。由於科學技術的急速發展，民國五十一年教育部將｢自然」列為小學中高年級的教學科目，使國小學生能夠較早接受科學教育。民國六十一年七月，教育部成立國民小學科學教育課程實驗研究委員會，負責小學科學課程的研究計畫、指導、審議、評鑑工作。國民小學自然科學課程的哲學基礎是根據下列理念：一、小學自然科的教學必須是學生的興趣為中心的科學活動；二、小學自然教學理必須訓練科學方法；三、培養正確的科學態度；四、發展科學概念。
除此之外，在進行科學實驗時應以學生｢做中學」作為中心理念。讓學生進行實驗最大的意義在於使學生能夠直接接觸到事物及現象，因為能夠直接接觸到現象，學生才能正確把握學習，有時能夠發現預想以外的事實。學生可在實驗時，學習嘗試錯誤。學生或許自己建立假設，從事驗證假設的實驗。學生從實驗經過與結果，了解必須跟著教科書所指示的操作及分量進行，才能得到好的結果。如此，通過多次的實驗課程，學生將理解自然科學的研究方法，進一步能夠自己發現問題，並體會追究該問題的能力與技巧。

#### 各年代政策推動

##### 1960年代科學教育政策
因世界局勢正值冷戰時期，中華民國得以藉由此時期的美援經費展開科學計畫，以培育社會及國防匱乏的科學人才。從 1952年到1959年的上半年，整個美援教育計畫以工職教育為重心。1959年後，當時中國自然科學促進會(Chinese Association for the Advancement of Natural Science) 的學者們將中等科學教育的發展計畫目標訂為符合蔣介石「科學建國」的期望， 並且以配合「國家長期發展科學計畫綱領」為訴求，終於促成「發展中等學校科學教育計畫大綱」，最後透過1959 年 2 月正式通過的「國家長期發展科學計畫綱領」，美援科學教育計畫正式啟動，中等科學教育得以納入美援科學教育計畫。政府將核心計畫專注於一般科學教育、教材，並配合「國家長期發展科學計畫綱領」強化科學儀器設備、教學等。

##### 1970年代科學教育政策
- 國民小學科學教育：民國59年，教育部為了師法國外的科學教育教學，選拔國內優秀教師前往美日實地考察，做為未來改編國內國小科學教育課程之基礎。民國61年7月，教育部成立國民小學科學教育實驗研究指導會，效法美國的國小科學課程設計，於民國64年由教育部公布並在民國67年於全國國民小學實施。
- 國民中學科學教育：民國63年，教育部指派國立臺灣師範大學科學教育中心協助改進國中科學教育課程。科教中心遂邀請國內專家學者比較分析，美、日、英等國民中學教材，並透過問卷調查和研討會，逐步編訂國民中學科學教育大綱。在大綱擬定後，透過民國64年至民國66年於臺北縣永和國民中學進行的試教結果，修訂自然科學教材和教學指引。民國66年九月起，教育部選定全國十所國民中學從事大規模試教工作，並定期舉辦分區研討會和寒暑假實習教師研習會。大規模試教後，做進一步教材上的改動，另編國中理化、國中生物、國中地球科學三科的實驗教材，然後於民國69年九月再次進行大規模的試教，此次有七所國民中學參與。
- 高級中學科學教育：民國60年代，中華民國高中科學教材基本上是參照美國科學課程的翻譯產品，民間各版本不一，其內容缺乏本土性與實用型，在美國高中已經逐漸汰換這種課程時，民國66年3月，教育部指定國立臺灣師範大學科學教育中心對中華民國高級中學科學教育進行改進，編製一套符合中華民國國情、合於社會需要的科學。科學教育中心邀請臺師大、臺灣大學、清華大學、交通大學、政治大學、淡江大學及中央研究院學者、高級中學教師組成研究會，制定四種不同方案後，再向大專教授、高中教師和學生代表做問卷調查。在廣聽各界看法與民意後，民國66年12月23日，正式定案高級中學科學課程架構。民國68年，科學教育發展指導委員會主任委員吳大猷先生、教育部中等教育司長周作民先生及委員會人員前後前往中正預校做三次考察，在獲得國防部核准後，於民國69年7月，教育部正式決定中正預校為高級中學科學課程的實驗學校。實驗過程中，根據學生學習狀況、學習成就和教師評估，適時地修改課程，每一年級的教材都實施兩梯度的教學，實驗教學於民國73年結束。

##### 1980年代科學教育政策
- 國民中學科學教育：經過科學課程的試教成果，教育部於民國70年著手修訂國民中學課程標準，於73年公布，民國74年全國實施。
- 高級中學科學教育：民國73年，高中開始實施新的科學教育，教科書採全國統一本，且經過嚴密的實驗階段及詳細的計畫，廣受師生好評。

##### 1990年代科學教育政策
- 國民小學、國民中學科學教育：民國82年，有鑑於環保意識以及資訊化時代來臨，教育部開始制定新的教育思維，修正國民小學課程標準。民國86年4月至民國87年9月，成立國民中小學課程法展專案小組，將國小與國中的課程能夠接軌。民國87年10月至民國88年11月，成立國民中小學各學習領域綱要研修小組，設立各項目學習目標、培養能力和課程領域實施原則。民國88年12月到民國91年8月，成立國民中小學課程修訂審議委員會，審查並確認各領域學習內容的適當性，研議並推動新課程配合方案。國民中小學九年一貫課程綱要經全國134校試驗後，民國90年9月，全國開始實施新課綱。九年一貫課綱施行後，教科書扔採審定本，並鼓勵教師自編教材，給予教師靈活運用的彈性時間，並將國小國中科學課程裡重複內容刪除、增加日常生活裡常見科學實驗，如酸鹼中和、氧化還原、噪音、環境汙染等。
- 高級中學科學教育政策：教育部於民國79年成立高級中學課程標準修訂委員會，希望設計能與國民中小學的課程做連貫的課綱。民國84年10月公布新的高級中學課程標準，教材恢復審定制，由各書局自行編製，經國立編譯館審查後，自87年學年度開始逐年使用。民國90年9月，為了因應九年一貫課程，教育部成立高級中學課程修訂委員會，以銜接國中畢業生進入高中。

## 科學教育學術機構

### 臺灣
- 國立臺灣師範大學科學教育研究所
- 國立彰化師範大學科學教育研究所
- 國立東華大學教育與潛能開發學系（科學教育碩士班/博士班）[10]

### 美國
- 哈佛大學科學教育學系[11]
- 加州州立大學奇科分校科學教育學系[12]
- 加州州立大學長堤分校科學教育學系[13]
- 雪城大學科學教學系[14]